# Võ Trung Thành
Võ Trung Thành (1924–1982), tên thường gọi là Năm Vinh, Ama Vinh, bí danh Lê Tâm, Lê Trung, Bă Mônh, là một nhà cách mạng Việt Nam, Bí thư Tỉnh ủy Gia Lai, Đắk Lắk, Nghĩa Bình của Đảng Cộng sản Việt Nam.

## Thân thế
Võ Trung Thành sinh ngày 14 tháng 10 năm 1924 ở thôn Thủy Thạch, xã Phổ Cường, huyện Đức Phổ, tỉnh Quảng Ngãi ngày nay, trong một gia đình trung nông.
Ông thông thạo tiếng Pháp, tiếng Jrai, tiếng Ba Na và nghe hiểu cả tiếng Ê Đê, tiếng Xơ Đăng.

## Cuộc đời
Năm 1945, sau Cách mạng Tháng Tám, ông làm Bí thư Thanh niên cứu quốc thôn, sau đó lần lượt trải qua các chức vụ trong tỉnh. Năm 1950, sau khi Phó Bí thư Ban Cán sự tỉnh Kon Tum Nguyễn Hữu Tiến qua đời, Võ Trung Thành được Liên khu ủy V điều động làm Phó Bí thư thay thế. Tháng 3, hai tỉnh Gia Lai và Kon Tum sáp nhập thành tỉnh Gia Lai – Kon Tum, ông là Ủy viên Ban Cán sự Đảng tỉnh. Tháng 5, Ban Cán sự tỉnh Gia Lai – Kon Tum chia địa bàn phía đông đường 14 thành 8 khu, ông công tác ở Khu I (thuộc địa bàn huyện Kbang ngày nay).
Năm 1954, Hiệp đinh Genève được ký kết, ông ở lại miền Nam. Tháng 10, ông được Liên khu ủy chỉ định tham gia Tỉnh ủy Gia Lai (gồm Trương An, Võ Trung Thành, Phạm Chánh, Đỗ Hằng, Siu Nang), giữ trọng trách Phó Bí thư Tỉnh ủy. Đến tháng 5 năm 1955, Bí thư Tỉnh ủy Trương An được điều về Khu ủy, ông trở thành Bí thư Tỉnh ủy Gia Lai, trực tiếp phụ trách công tác tổ chức cán bộ. Trong thời gian làm Bí thư, ông đã phát triển công tác giáo dục, cho xuất bản Nội san Vững Tiến (sau là báo Thống Nhất) bằng ba ngôn ngữ (tiếng phổ thông, tiếng Jrai, tiếng Ba Na), gây dựng nhiều cơ sở Đảng. Tháng 11 năm 1959, Ban Quân sự tỉnh được thành lập do ông làm Trưởng ban, Kpă Thìn làm Phó ban phụ trách quân sự.
Tháng 12 năm 1959, tại Hội nghị đại biểu Đảng bộ tỉnh Gia Lai, ông được tín nhiệm bầu giữ chức vụ Bí thư Tỉnh ủy. Tháng 9 năm 1960, ông ra miền Bắc tham dự Đại hội đại biểu toàn quốc của Đảng, Khu ủy chỉ định Phạm Chánh làm quyền Bí thư Tỉnh ủy. Sau Đại hội, ông được điều về làm Khu ủy viên Khu V.
Tháng 5 năm 1966, ông được Thường vụ Khu ủy điều về làm Bí thư Tỉnh ủy Gia Lai thay Trần Văn Bình làm Phó Bí thư. Tháng 5 năm 1969, ông được điều sang Đắk Lắk làm Bí thư Tỉnh ủy thay Nguyễn Xuân Nguyên được điều về Khu ủy. Năm 1971, ông được chuyển sang công tác mới.
Tháng 2 năm 1975, ông di chuyển từ bắc Tây Nguyên xuống để nhận kế hoạch hiệp đồng trong Chiến dịch Tây Nguyên. Tháng 3, ông được Thường vụ Khu ủy phân công cùng Tỉnh ủy Gia Lai thực hiện nhiệm vụ tiếp quản các khu vực mới giải phóng sau chiến thắng lớn ở Tây Nguyên, đồng thời ổn định tình hình, truy quét các lực lượng phản kháng, thu gom vật tư, giúp đỡ người dân di chuyển về nơi cư trú, tổ chức cứu trợ cho người dân.
Ngày 29 tháng 10 năm 1975, Ủy ban nhân dân cách mạng Khu Trung Trung bộ ra quyết định nhập hai tỉnh Gia Lai và Kon Tum thành tỉnh Gia Lai – Kon Tum. Ban Chấp hành Đảng bộ lâm thời Gia Lai – Kon Tum được thành lập do Trần Kiên làm Bí thư, Võ Trung Thành làm Phó Bí thư thường trực, Phan Phụ và Ksor Ní làm Phó Bí thư. Tháng 11 năm 1976, Đại hội Đảng bộ tỉnh Gia Lai – Kon Tum đã bầu ra Ban Thường vụ Tỉnh ủy gồm mười một người, do Nguyễn Văn Sỹ làm Bí thư Tỉnh ủy, Y Một và Võ Trung Thành là Phó Bí thư Tỉnh ủy. Năm 1978, ông nhận nhiệm vụ phụ trách Ban Cải tạo nông nghiệp tỉnh, trước khi bàn giao lại cho Ủy viên Thường vụ Tỉnh ủy Lê Tam.
Tháng 3 năm 1982, ông được bầu vào Ban Chấp hành Trung ương Đảng khóa V. Tháng 4, ông được điều về quê hương giữ chức vụ Bí thư Tỉnh ủy Nghĩa Bình. Ngày 12 tháng 8, ông mất tại Hà Nội khi đương chức.

## Vinh danh
Ngày 13 tháng 8 năm 1982, một ngày sau khi Võ Trung Thành qua đời, Hội đồng Nhà nước đã ra Nghị quyết số 166KT/HĐNN7 truy tặng Huân chương Độc lập hạng Nhất cho ông vì những cống hiến cho "sự nghiệp cách mạng của Đảng và nhân dân".
Tên của ông được đặt cho một con đường đường ở thành phố Buôn Ma Thuột (Đắk Lắk), thành phố Pleiku (Gia Lai), huyện Đức Phổ (Quảng Ngãi).

### Tặng thưởng
- Huân chương Độc lập hạng Nhất
- Huân chương Kháng chiến hạng Nhất
- Huân chương Quyết thắng hạng Nhất
- 3 Huân chương Giải phóng hạng Nhất
- Huân chương Thành đồng hạng Ba